# Lotus Domino Designer
Lotus Domino Designer – środowisko programistyczne do tworzenia aplikacji biznesowych działających na serwerze Lotus Domino. Oferuje obsługę stron WWW, projektowanie, daje możliwość dostępu do relacyjnych baz danych, tworzenia skryptów dla klienta lub po stronie serwera. Domino Designer oferuje takie usługi jak: edytor HTML-a w technologii WYSIWYG, page designer, narzędzia do tworzenia wyglądu i projektowania nawigacji dla serwisu WWW. Aplikacje można "oprogramować" w wykonywalne skrypty tworzone w języku Java, Lotus Script, lub za pomocą tzw. formuł (formula language). Za ich pomocą można tworzyć tzw. "agentów" którzy mogą cyklicznie wykonywać ustalone zadania (np. w niedzielę sprawdzana jest zgodność zawartości 2 baz na serwerze, w przypadku wykrycia jakichkolwiek błędów agent może np. wysłać powiadomienie e-mail do administratora itp). Lotus Domino Designer umożliwia obsługę DECS-a – Domino Enterprise Connection Services; projektant aplikacji ma możliwość bezpośredniego podłączenia do danych przedsiębiorstwa, które są obsługiwane przez jeden z systemów DB2, Oracle Database, Sybase, ODBC, SQL, SAP. Designer R5 jest zgodny ze standardami sieciowymi takimi jak Java, JavaScript, HTML, CORBA oraz OLE. Aplikacje zbudowane za pomocą Domino Designera działają w środowisku Lotus Notes, bądź poprzez przeglądarkę internetową (np. Internet Explorer, Netscape Navigator, Firefox).